# Gmina Willow (hrabstwo Crawford)

Położenie Gminy Willow w hrabstwie Crawford

Gmina Willow (ang. Willow Township) – gmina w USA, w stanie Iowa, w hrabstwie Crawford. Według danych z 2000 roku gmina miała 158 mieszkańców, a jej powierzchnia wynosi 92,67 km².